# برانكو سميليانيتش
برانكو سميليانيتش (27 سيبتمبر 1957)، مدرب كرة قدم صربي ولاعب سابق .

## حياته
بدأ برانكو مسيرته الكروية الاحترافية في عام 1970 مع ناديه الأم نادي أو إف كيه بيوغراد ، ومقره في مسقط رأسه في بلغراد ، ولعب هناك لمدة 8 سنوات. كان أيضًا لاعبا في الفريق الذي بلغ ربع نهائي كأس الاتحاد الأوروبي 1972-73. وفي عام 1978 ، وقع عقدًا لمدة عام واحد مع نادي إن كيه سفوبودا ليوبليانا السلوفيني. ثم عاد إلى بلغراد ووقع عقدا لمدة عام واحد مع ناديه السابق نادي أو إف كيه بيوغراد. في عام 1981 ، انتقل إلى أوزيتشى حيث وقع عقدًا طويل الأجل مع نادي إف كيه سلوبودا أوزيتشي الصربي.
انتقل في عام 1983 لأول مرة من صربيا إلى السويد وتحديدا إلى مدينة كالمار حيث وقع عقدًا مع نادي كالمار أيك السويدي الذي يتخذ من كالمار مقراً له . وبعد عامين مع النادي انتقل إلى مدينة مونستيراس ووقع عقداً مع نادي مونستيراس.
في عام 1988 ، عاد إلى صربيا إلى مدينة فراكار حيث وقع عقدًا مع إف سي مونستيروس. ولعب معه لمدة 5 سنوات.

## روابط خارجية
- برانكو سميليانيتش على موقع قاعدة بيانات كرة القدم.إي يو (الإنجليزية)
- برانكو سميليانيتش على موقع Soccerway.com (الإنجليزية)
- برانكو سميليانيتش على موقع كووورة